# Clase Fuji
La Clase Fuji (富士型戦艦 Fuji-gata senkan?) fue una clase de acorazados pre-dreadnought construida por la Armada Imperial Japonesa a mediados de 1890. Los dos buques de la clase, el Yashima y el Fuji, fueron los primeros acorazados de la Armada y su diseño se basó en el de los acorazados que se estaban construyendo para la Marina Real Británica en la época. Fueron construidos en el Reino Unido ya que Japón carecía de las instalaciones industriales necesarias para desarrollarlos.
Los buques participaron de la guerra contra Rusia, incluyendo la batalla de Port Arthur en febrero de 1904, y en dos bombardeos a esa ciudad el mes siguiente. En mayo, el Yashima golpeó dos minas marinas en Port Arthur, que hicieron que horas más tarde volcara mientras era remolcado.
El Fuji siguió participando en la guerra y combatió en la batalla del mar Amarillo y en la batalla de Tsushima, en la que fue ligeramente dañado. En 1910 fue reclasificado como buque guardacosta y sirvió de buque escuela por el resto de su carrera activa. En 1922, del barco quedó su casco, que fue transformado en un buque barracas. Finalmente, el Fuji fue desguazado en 1948.

## Antecedentes
El Gobierno japonés no tenía los recursos ni el presupuesto para construir una gran flota de acorazados y a fines del siglo xix la estrategia de la Armada Imperial Japonesa se basaba en la radical filosofía de la Jeune École, promovida por el asesor militar y arquitecto naval francés Louis-Émile Bertin. Esta ponía énfasis en buques torpederos baratos e incursiones a buques mercantes del enemigo para compensar los costosos y bien blindados acorazados. En 1855, la adquisición de dos ironclad clase Dingyuan por la flota china de Beiyang amenazó los intereses de Japón sobre la península de Corea. Una visita de los buques chinos a Japón a principios de 1891 forzó al gobierno a reconocer que la Armada Imperial necesitaba sus propios buques blindados para contrarrestar a los ironclad. Los tres cruceros de blindaje ligero clase Matsushima ordenados a Francia no fueron suficiente, a pesar de sus potentes cañones. La Armada Imperial decidió ordenar al Reino Unido un par de sus últimos acorazados, ya que Japón carecía de la tecnología y la capacidad para construir los propios.
La obtención de fondos para los acorazados fue una lucha para el Gobierno japonés. En 1891 se presentó la solicitud inicial en el presupuesto del primer ministro Matsukata Masayoshi, pero la Dieta la eliminó debido a conflictos políticos internos. Matsukata presentó nuevamente la solicitud y, cuando volvió a ser rechazada, se vio obligado a disolver su gabinete. Su sucesor, el primer ministro Itō Hirobumi, intentó en 1892 que se aprobase la medida de financiamiento, pero también falló. Esto llevó a una extraordinaria intervención personal del emperador Meiji en una declaración del 10 de febrero de 1893, en la que se ofreció a financiar la construcción de los dos acorazados a través de una reducción anual en los gastos de la Casa Imperial, y pidió que todos los funcionarios del gobierno se comprometiesen con una reducción salarial de un 10%. Poco después la Dieta aprobó el financiamiento para los acorazados clase Fuji.

## Diseño

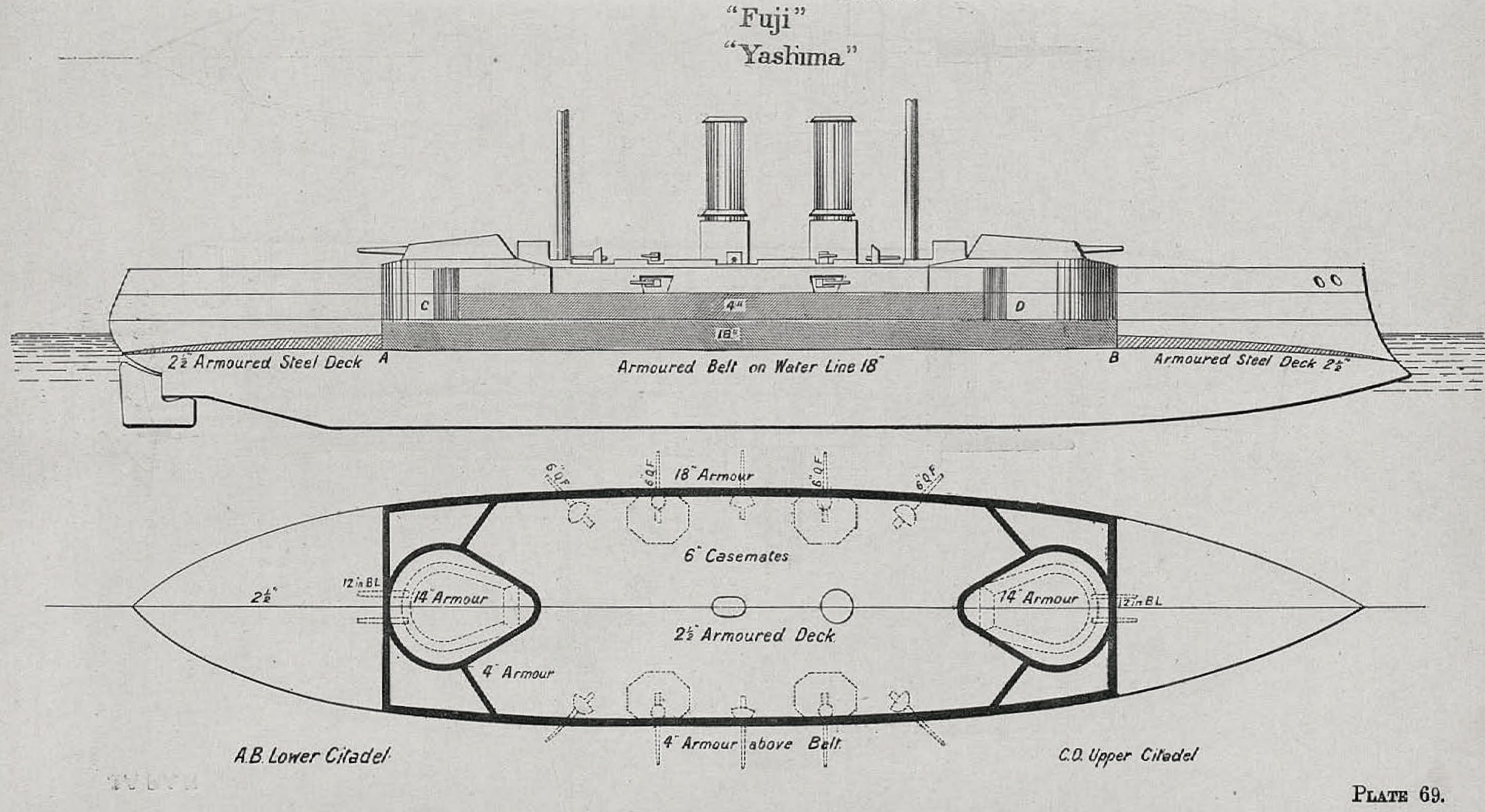
Esquema en planta y alzado de la clase Fuji, publicado por el Brassey's Naval Annual en 1896.

El diseño de la clase Fuji derivó del de los acorazados británicos clase Royal Sovereign, aunque con aproximadamente 2000 toneladas largas menos. Los buques de clase Fuji fueron mejorados en varias maneras respecto a los Royal Sovereign: eran aproximadamente un nudo (1.9 km/h) más rápidos, se les incorporó blindaje Harvey y a sus cañones —aunque más pequeños y ligeros, eran los mismos que los de la posterior clase Majestic— se les protegió con torretas.